# عملة فلبينية من فئة خمسة بيزو
عملة الخمسة بيزو الفلبينية (₱5) هي ثالث أكبر فئة من عملات البيزو الفلبينية.
هناك ثلاثة إصدارات من العملة المعدنية قيد التداول، وهي الإصدار من سلسلة BSP الذي صدر من عام 1995 إلى عام 2017، والعملة المعدنية المستديرة الأصلية من سلسلة عملات الجيل الجديد الصادرة من عام 2017 إلى عام 2019 والإصدار المثمن (شكل 9 جوانب) منذ عام 2019. تقاس الإصدارات الأصلية والمحدثة من سلسلة NGC عند 25 مـم (0.98 بوصة) بقطر وتظهر على الوجه صورة للزعيم الثوري الفلبيني أندريس بونيفاسيو. يصور الجانب الخلفي Tayabak، وهو نوع من الكرمة الفلبينية والشعار الحالي لـ Bangko Sentral ng Pilipinas.
أولاً، إنتجت عملة الخمسة بيزو بالاشتراك مع ورقة الخمسة بيزو، والتي بدأت من عام 1975 إلى عام 1982 ومرة أخرى من 1 أبريل 1991 إلى عام 1995. ومع ذلك، أصبح إنتاج ورقة الخمسة بيزو عتيقًا عندما توقف بنك بانجكو سنترال نج فيليبيناس (BSP) عن طباعة الأوراق النقدية في عام 1995.

## التاريخ

### الاستقلال

#### سلسلة أنج باجونج ليبونان[الإنجليزية]
من عام 1975 إلى عام 1982، قدمت عملة معدنية بقيمة خمسة بيزو من قبل بنك بانجكو سنترال نج فيليبيناس (BSP) بما يتماشى مع سلسلة "Ang Bagong Lipunan" الجديدة الصادرة إحياءً لذكرى إعلان فرديناند ماركوس للأحكام العرفية. يحمل الوجه نقش "Ang Bagong Lipunan" وهو عام سك العملة وصورة جانبية لماركوس الذي كان رئيسًا طوال تداول العملات المعدنية متجهًا إلى اليسار. وافق ماركوس نفسه على العملات المعدنية بوجهه. توجد الفئة والنقش "Republika ng Pilipinas" وشعار النبالة الرسمي الخاص بها على الوجه الخلفي. نادرًا ما تداولوا هذه العملة المعدنية نظرًا لحجمها الكبير ولأنها كانت موجودة جنبًا إلى جنب مع أوراق النقد من فئة 2 بيزو و 5 بيزو.

#### سلسلة النباتات والحيوانات
بين عامي 1991 و1994، صدرت عملة معدنية جديدة من فئة خمسة بيزو. يحمل وجه العملة الآن نقش "جمهورية الفلبين" وصورة جانبية لإميليو أغينالدو، الثوري والسياسي والقائد العسكري الفلبيني المعترف به رسميًا كأول رئيس للفلبين، وهو الآن متجه إلى اليمين. أما الوجه الخلفي، فيحمل فئة نقدية مكبرة وصورة لثمرة شجرة "بتيروكاربوس إنديكوس" أو "نارا"، الشجرة الوطنية الرسمية للفلبين.

#### سلسلة عملات BSP
صدرت هذه العملة المعدنية من سلسلة عملات BSP عام 1995، وتتميز بفئة نقدية مكبرة على وجهها، بينما يظهر نقش "Bangko Sentral ng Pilipinas" وختمها الرسمي على وجهها الخلفي. كما أُزيل القصب من حافتها.

#### سلسلة عملات الجيل الجديد
صدرت هذه العملة الجديدة من فئة الخمسة بيزو في 30 نوفمبر 2017، في الذكرى 154 لميلاد أندريس بونيفاسيو، قبل الفئات الأخرى من سلسلة العملات الجديدة. وقد أُضيفت إليها ميزات جديدة لمنع التزييف. يحمل الوجه صورة الزعيم الثوري الفلبيني أندريس بونيفاسيو، بينما يصور الوجه الآخر نبات تايباك (سترونجيلودون ماكروبوتريس)، وهو نوع من الكرمة الفلبينية. تزن كل عملة 7.4 غرام (0.26 أونصة) ويبلغ قطرها 25 مليمتر (0.98 in) ، ولها حافة ناعمة بدون نتوءات. وقد انتُقد تصميم العملة المعدنية لكونها مشابهة جدًا لعملة ₱1، حيث إنهما كلاهما فضي اللون، دائريان، ومتماثلان تقريبًا في الحجم. ومع ذلك، فقد حظيت أيضًا بالثناء لإدخال البطل الوطني أندريس بونيفاسيو واستبدال إميليو أغينالدو، الذي أمر بإعدام بونيفاسيو خلال الثورة الفلبينية.
في سبتمبر 2019، أعلن محافظ بنك باهوجان ساماج آنذاك، بنيامين ديوكنو، أنه بسبب الارتباك بين عملة ₱5 وعملة ₱1، ستصدر عملة ₱5 "محسّنة" جديدة في ديسمبر 2019. وقد وصفت في البداية بأنها ذات حواف صدفية ولكن أظهر تقرير لاحق في 29 نوفمبر 2019 أنها ذات شكل تسع أضلاع، مع حافة صدفية من الداخل.

### تاريخ الإصدار
|            | سلسلة أنج باجونج ليبونان (1975–1982) | سلسلة النباتات والحيوانات (1991–1994) | سلسلة عملات BSP (1995–2017) |
| ---------- | ------------------------------------ | ------------------------------------- | --------------------------- |
| وجه العملة |                                      |                                       |                             |
| العكس      |                                      |                                       |                             |

## انظر ايضا
- ورقة نقدية من فئة خمسة بيزو فلبينية